# Izgubljena olovka (1960.)
Izgubljena olovka je nagrađivani hrvatski i jugoslavenski film iz 1960. te prvi srednjometražni igrani film za djecu redatelja Fedora Škubonje, snimljen po scenariju njegove žene Stanislave Borisavljević samo s tri profesionalna glumca i fantastičnom djecom naturščicima iz bosanskohercegovačkih sela Đimrija nedaleko Han Pijeska i Sokolovići u blizini Sokolca. U izuzetno skromnim produkcijskim uvjetima Fedor Škubonja je ostvario remek djelo dječjeg filma koje je i dan danas razumljivo djeci i inspirativno kao primjer u medijskom i filmskom opismenjavanju djece i mladih u  Republici Hrvatskoj. Za današnje redatelje posebno je inspirativan rad Fedora Škubonje s djecom koja su sva, bez iznimke, ostvarili odlične i višeslojne uloge. 
Izgubljena olovka snimljena je u produkciji Zora filma, a scenarij je, kao i za sve ostale njegove filmove, napisala Škubonjina supruga Stanislava Staša Borisavljević (rođena 1931. u Prijepolju, Srbija), koja je radila na ovom filmu i kao asistentica redatelja. Snimatelj je bio Hrvoje Sarić (Knin, 1922.- Zagreb, 2007.), nagrađivani filmski redatelj i snimatelj koji je surađivao i s Antom Babajom, Zvonimirom Berkovićem, Obradom Gluščevićem i Matom Reljom, a od početka šezdesetih snimio i desetak vlastitih kratkometražnih filmova, od kojih mnoge u produkciji Zora filma. Zanimljivu i funkcionalnu glazbu napisao je skladatelj i dirigent Miro Belamarić (Šibenik, 1935.- Beč, Austrija, 2017.), autor tri opere i brojnih orkestralnih, zborskih i komornih djela, dok je montažer zvuka je bio Anđelko Klobučar.

## Sadržaj
Mlada, još neiskusna seoska učiteljica preuzima posao u lokalnoj školi. Jedan od najboljih učenika Diko, zaljubljuje se u nju i čini sve ne bi li joj privukao pažnju, što nju izuzetno nervira. Dikinom kolegi nestane olovka, a učiteljica optužuje malog Dika da je on ukrao olovku. Zbog toga Diko od jednog od najboljih učenika postaje izopćenik i inkriminirani lopov. Kada tu olovku slučajno pronađe školski poslužitelj, učiteljica traži priliku da se učeniku ispriča ...

## Uloge
- Boško Gašević kao Diko (učenik)[4][5]
- Mira Nikolić kao učiteljica
- Marija Paro Aljinović || druga učiteljica (njena kolegica)
- Mate Ergović kao domar škole
- Jelka Tuka kao djevojčica iz razreda[nedostaje izvor]

## Nagrade i recepcija
Film je 1960. godine u Puli osvojio posebnu glumačku nagradu za malog naturščika Boška Gaševića u ulozi Dike te nagradu Kekec kao najbolji film za djecu. U Veneciji, na Smotri 1961. godine osvojio je  Zlatnog lava u kategoriji igranog filma za djecu, godinu poslije i nagradu za dječji film na Festivalu u Mar del Plati u Argentini. Četiri godine nakon snimanja film je osvojio i nagrade publike i kritike te drugu nagradu stručnog žirija na Četvrtoj smotri omladinskog filma u Cannesu, a 1966., na jubilarnom, Dvadesetom filmskom festivalu u Cannesu uvršten je među deset najboljih filmova za djecu.
Film je bio distribuiran u Italiji ("La matita perduta"), Argentini ("El lápiz perdido"), Istočnoj Njemačkoj ("Der verlorene Bleistift"), Finskoj ("Kadonnut kynä"), Švedskoj ("Den förlorade pennan"), Francuskoj ("La crayon predu"), Sjedinjenim američkim državama ("Lost pencil") i drugdje. Glavna glumica Mira Nikolić dobila je UNICEF nagradu za ulogu u filmu i za njegov doprinos međuljudskom razumijevanju.

## Vanjske poveznice
- Izgubljena olovka na portalu IMDb (engl.)
- Izgubljena olovka na portalu Mediji  Arhivirana inačica izvorne stranice od 20. veljače 2014. (Wayback Machine)